# Horalabiosa palaniensis
Horalabiosa palaniensis är en fiskart som beskrevs av Rema Devi och Menon, 1994. Horalabiosa palaniensis ingår i släktet Horalabiosa och familjen karpfiskar. IUCN kategoriserar arten globalt som sårbar. Inga underarter finns listade i Catalogue of Life.